# Нуттунен, Рони
Рони Нуттунен (фин. Roni Nuttunen) — финский игрок в настольный хоккей. Чемпион мира по настольному хоккею в 2007 и в 2009 годах.

## Биография
Родился 9 августа 1990 года в Райсио. Родом из небогатой финской семьи. С 2004 года участвует в юношеских соревнованиях, с 2005 года — во взрослых турнирах . Занимался популяризацией настольного хоккея как вида спорта — имеются данные о его участии в турнирах на Украине.

## Спортивные соревнования
Первых крупных успехов Рони добился на чемпионате мира 2005 года, который состоялся в Латвии в Риге. Рони Нуттунен, которому на тот момент было 14 лет, первоначально выступал за юношескую команду, в этой категории он завоевал главный приз — золотую медаль юниорского чемпионата мира, выиграв финал у россиянина Ивана Захарова . После победы в юношеском турнире Рони Нуттунен сыграл за взрослую команду Финляндии, которая впервые стала чемпионом мира. Также он занял второе место среди взрослых, проиграв финал шведу Хансу Остерману.
На следующем чемпионате мира в 2007 году, который прошёл в России в Москве Рони Нуттунен стал чемпионом мира в одиночном первенстве, выиграв у Алексея Захарова ,,. Также Рони Нуттенен является победителем VII Международного турнира «Кубок Москвы» в 2007 году ,. В 2009 году он выиграл чемпионат мира в Будапеште, обыграв в финале россиянина Яниса Галузо. На домашнем чемпионате мира 2011 года в Турку, он проиграл финал россиянину Олегу Дмитриченко, после чего на несколько лет прекратил активные выступления.
С весны 2018 года Нуттунен возвратился на крупные турниры и выиграл два этапа Мирового тура, однако на чемпионате мира 2019 года занял лишь 9. место, проиграв в 1/8 финала.

## Достижения
- 2005, 2007 Чемпион мира среди юниоров
- 2007, 2009  Чемпион мира
- 2007, 2008, 2011 Обладатель «Кубка Москвы»